# Trichonta floresiana
Trichonta floresiana är en tvåvingeart som beskrevs av Stora 1945. Trichonta floresiana ingår i släktet Trichonta och familjen svampmyggor. Inga underarter finns listade i Catalogue of Life.